# Бахаулла
Бахаулла́ (араб. بهاء الله‎ — «Слава Бога»; 12 ноября 1817, Тегеран, Каджарский Иран — 29 мая 1892, Бахджи, Палестина), настоящее имя мирза Хусе́йн-Али́-и-Нури́ (перс. میرزا حسین علی‎) — иранский религиозный деятель, основатель веры бахаи. По мнению приверженцев, он является явлением Бога для нашего времени (список предшествовавших явлений включает Авраама, Моисея, Будду, Заратустру, Кришну, Иисуса Христа, Мухаммеда, Баба).
В возрасте 27 лет Бахаулла стал последователем персидского купца Баба, который начал проповедовать, что Бог скоро пошлёт нового пророка, подобного Иисусу или Мухаммеду. Баб и тысячи его последователей были казнены иранскими властями за их убеждения. Бахаулле грозило изгнание из родного Ирана, и в 1863 году в Багдаде он объявил себя ожидаемым Пророком, о котором предсказал Баб. Таким образом, бахаи считают Бахауллу Явителем Бога, отвечающим эсхатологическим ожиданиям некоторых религий.
Бахаулле грозило дальнейшее тюремное заключение в Османской империи, первоначально в Эдирне, и в конечном итоге в тюремном городе Акко (современный Израиль), где он провел свои последние 24 года жизни. Его место захоронения является местом паломничества его последователей. В соседней Хайфе находится Всемирный центр бахаи.

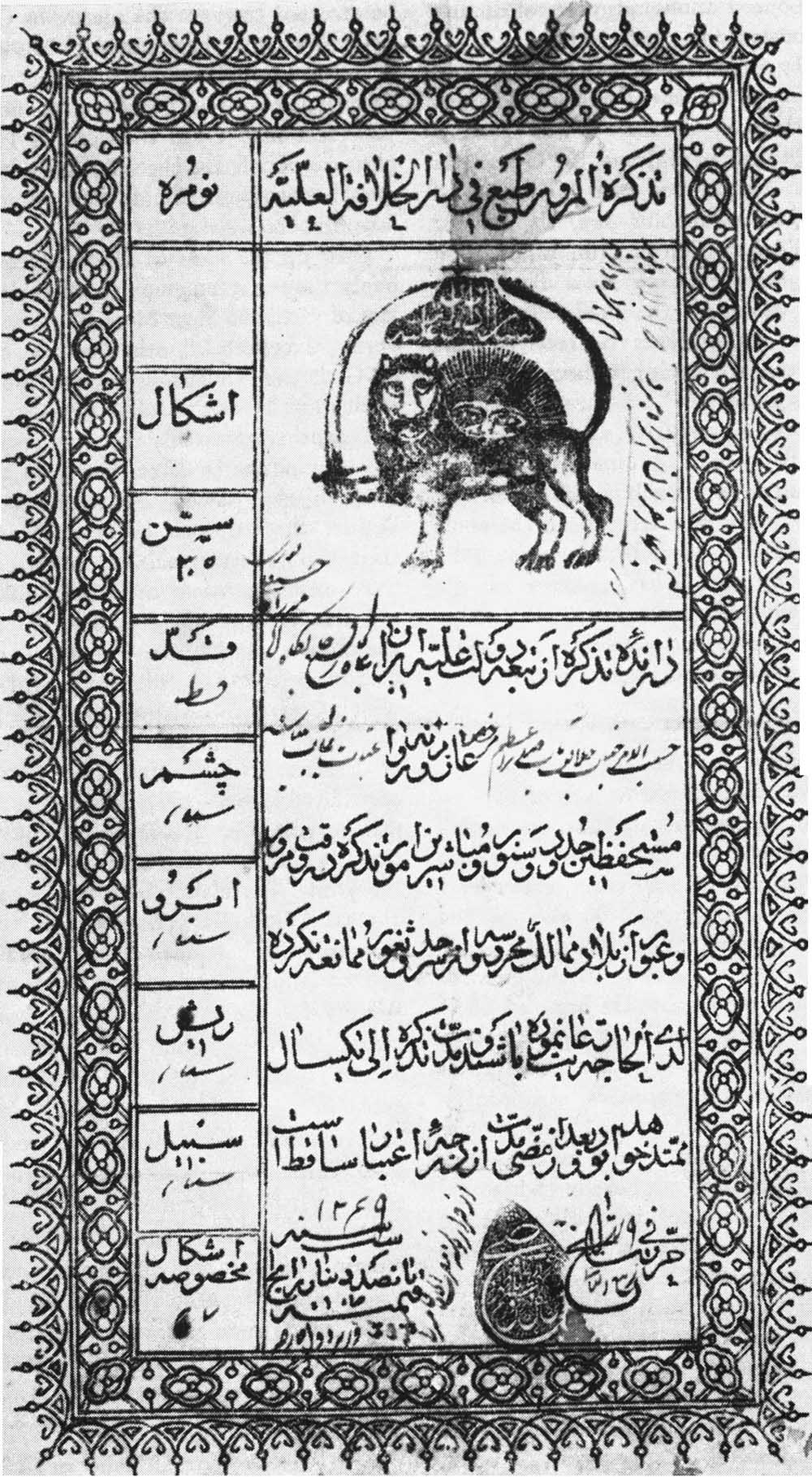
Паспорт Бахауллы, датированный январём 1853 года.

## Биография
Мирза Хусайн-Али Нури (перс. میرزا حسین‌علی نوری‎) родился 12 ноября 1817 года (2 мухаррам, 1233 г. хиджры) в столице Персии Тегеране (совр. Иран). Он родился в аристократической семье, ведшей свой род от правящих династий времён имперского прошлого Персии и владевшей значительными богатствами и обширными землями. Бахаиты прослеживают его происхождение от Авраама через жену Авраама, Кетуру, до Заратуштры, до последнего царя империи Сасанидов Йездегерда III, а также до Иессея. По словам Джона Эйбла, бахаи также считают, что Бахаулла «дважды произошёл от Авраама и Сарры и отдельно от Авраама и Кетуры».
Его матерью была Хадиджи Ханум, а отцом — Мирза Бузурк. Отец Бахауллы одно время был визирем двенадцатого сына Фетх Али-шаха и затем губернатором Боруджерда и Лурестана. Отец был лишён своей должности во время чистки среди чиновников, которыю провёл Мухаммед Шах после прихода к власти. После смерти отца новый визирь Хаджи Мирза Акаси попросил Бахауллу занять один из придворных постов, но он отказался.
У Бахауллы было три жены. В 1835 году в Тегеране он женился на своей первой жене Асийих Ханум, которая была дочерью дворянина. Ему было 18 лет, а ей — 15 лет. Ей дали звание «Самый возвышенный лист» и «Навваб». Его второй женой была его овдовевшая двоюродная сестра Фатимих Ханум. Брак состоялся в Тегеране в 1849 году, когда ей было 21, а ему 32 года. Она была известна как Махд-и-Улья. Его третьей женой была Гавхар Ханум. Их брак состоялся в Багдаде где-то до 1863 года.
У него было 14 детей, четыре дочери и десять сыновей. Пятеро детей умерли ещё при Его жизни. Бахаи считают Асийих Ханум и её детей Мирзу Михди, Бахийи Ханум и Абдул-Баха святым семейством бахаи.
Бахаулла прославился своими щедростью и приветливостью, которые снискали ему любовь среди соотечественников.

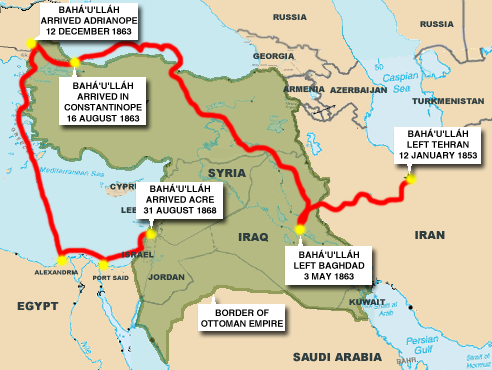
Карта странствий ссыльного Бахауллы по Османской империи.

### Движение баби
В 1844 году в 27-летнем возрасте одним из первых стал последователем бабизма, провозглашённой Сейидом Али-Мухаммадом, принявшим титул «Баб» (в переводе с арабского — «Врата»). Об учении Баба Бахаулла узнал из свитка Его посланий, переданных через Муллу Хусейна, и сразу же стал активно распространять его. Он также защищал единоверцев, в том числе Тахире Куррат-уль-Айн, за что он на некоторое время был заключён в тюрьму в Тегеране и подвергнут наказанию в форме фалаки.
Летом 1848 года Бахаулла принял участие в организации конференции 81 видных баби в городе Бедашт (находится между Мазандераном и Хорасаном), где обсуждались религиозные принципы нового учения и была сформирована его демократическая социальная программа. В дискуссии между теми баби, которые хотели сохранить исламское право, и теми, кто считал, что откровение Баба требует новых принципов, принял сторону последних и способствовал примирению двух крыльев движения, возглавляемых Куддусом (Мухаммадом Али из Барфоруша) и Тахире Куррат-уль-Айн соответственно.

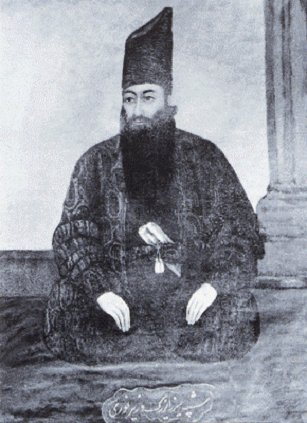
Отец Бахауллы, мирза Бузурк. В течение ряда лет занимал пост министра при дворе шаха Фатх-Али.

### Преследование и откровение
Хотя Бахаулла и Баб переписывались, лично Они так и не встретились. Разделив судьбу многих баби после казни Баба 9 июля 1850 года, Бахаулла потерял всё своё имущество и владения, был заключён под стражу и подвергнут пыткам. Хотя Он последовательно выступал против идеи покушения на Насреддин-шаха, Бахаулла был арестован в числе прочих баби после того, как такая попытка была совершена. В 1852 году, находясь в заточении в темнице Сиях-Чаль («Чёрная яма») за принадлежность к баби, Бахаулла получил, Божественное откровение.
Благодаря вмешательству российского посла Д. И. Долгорукова Бахаулла был оправдан судом и освобождён из тюрьмы Сиах-Чаль, но приговорён персидским правительством к изгнанию. Отказавшись от предложенного от имени Александра II убежища на территории Российской империи, Бахаулла в 1853 году решил принять указ о ссылке в Ирак.

### Основание общины бахаи
В 1863 году, находясь в ссылке возле Багдада (ныне Ирак, в тот момент принадлежал Османской империи), объявил, что является той самой личностью, о пришествии которой пророчествовал Баб — «Тем, Кого явит Бог». Властями Османской империи был сослан в Константинополь, (в то время — столица империи), через четыре месяца — в Адрианополь (современный Эдирне), где пробыл пять лет, а затем, в 1868 году, приговорён к пожизненному заключению в городе-тюрьме Акко (Палестина, территория современного Израиля).
В Адрианополе и в Акко Бахаулла написал ряд коллективных и индивидуальных обращений к правителям того времени, призвав их засвидетельствовать наступление Дня Божиего и признать Обетованного, предсказанного Писаниями исповедуемых ими религий. Он также советовал им примирить свои разногласия, сократить вооружения и принять систему коллективной безопасности, когда агрессия против одной из стран будет немедленно остановлена вмешательством объединённых сил всех остальных государств.

### Смерть и завещание

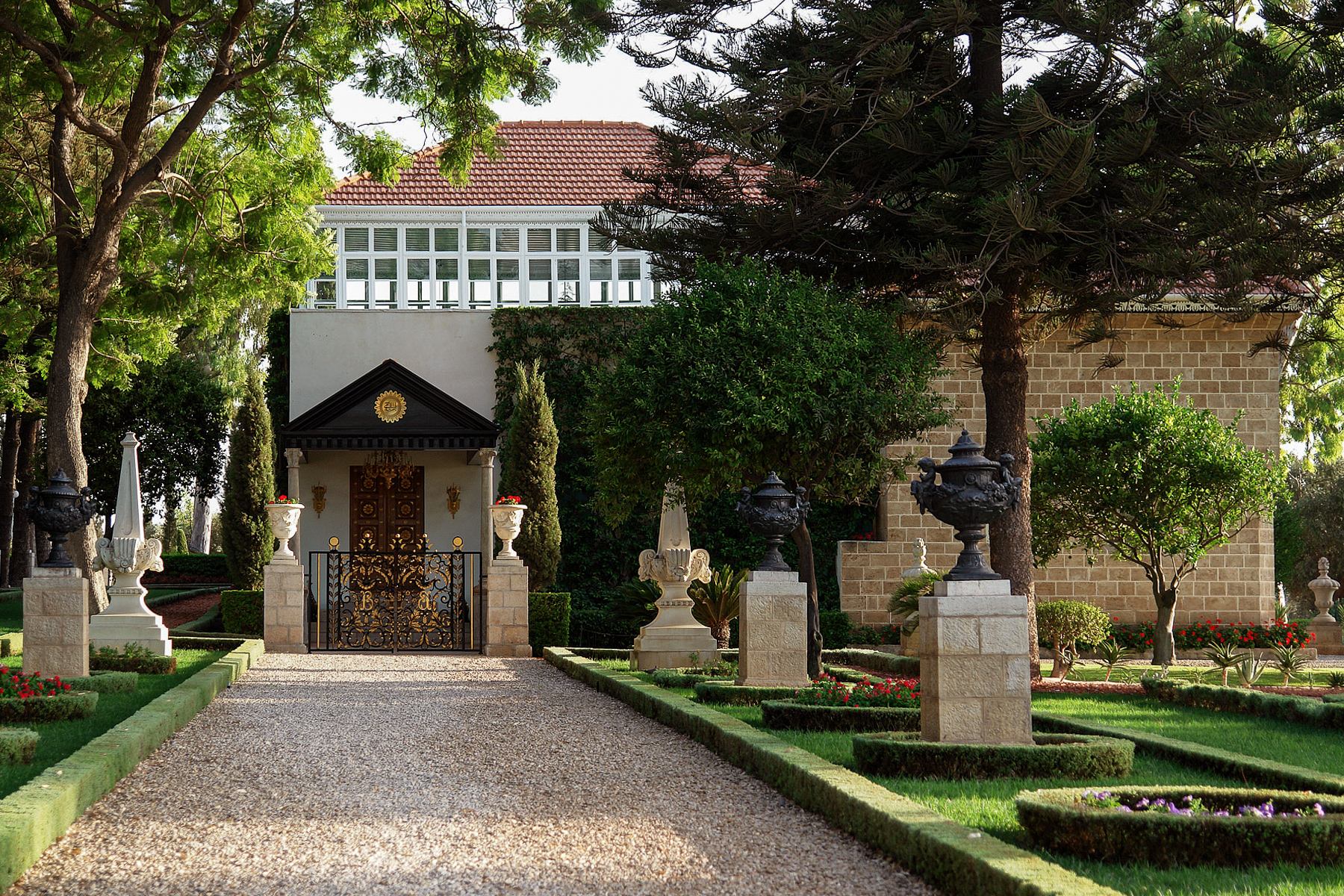
Усыпальница Бахауллы в Бахджи, Израиль

Бахаулла покинул этот мир 29 мая 1892 года в предместье Бахджи, к северу от Акко, и был там же похоронен. В то время Его учение уже распространилось за пределы Ближнего Востока.
Своими наследниками Бахаулла определил двух своих сыновей, сначала старшего сына Аббаса Эффенди (Абдул-Баха) и за ним Мирзу Мухаммада Али: «Воистину, Бог предопределил Мощнейшую ветвь после Величайшей ветви. Мы безусловно избрали Гусн-и-Акбара после Гусн-и-Азама, как указано Тем, Кто есть Всемудрый, Всеведущий». Однако, после смерти Бахауллы между братьями возник конфликт. В своём завещании Абдул-Баха отлучил Мухаммада Али от веры и вместо него определил своим наследником внука — Шоги Эффенди. Мирза Мухаммад Али, на сторону которого перешла большая часть потомков Бахауллы, сформировал новое направление бахаизма — унитарный бахаизм, которое, однако, не снискало значительной популярности.

## Учение
Бахаулла учил, что все Пророки посланы на Землю Единым Богом для постепенного просвещения человечества с целью установления «Царства Божьего на земле» (концепция прогрессирующего/развивающегося Откровения). Утверждал, что Царствие Божье («Величайший мир») будет установлено в течение настоящей эпохи Божественного откровения, в течение 1000 лет от его собственного Откровения. Были явлены Священные Писания, описывающие практически все вопросы повседневной жизни и проблемы управления современной цивилизацией. Кроме того, в Его произведениях освещены многие богословские вопросы — природа души и жизни после смерти, пророчества и аллегории Библии и Корана, смысл жизни и участь человечества, и т. д.
Основные произведения:
- Китаб-и-Агдас («Наисвятая Книга», основной труд, в который включены современные религиозно-духовные законы),
- Китаб-и-Иган («Книга несомненности», богословский трактат, разъясняющий символизм Библии и Корана),
- Сокровенные Слова (духовные наставления, сформулированные в виде коротких стихов),
- «Семь Долин» (произведение мистического характера о странствии души на её пути к Богу),
- ряд писем и обращений, изданных в сборниках «Крупицы из Писаний Бахауллы» и «Скрижали Бахауллы, явленные после Китаб-и-Агдас».

## Апостолы
В Вере Бахаи особо выделяются 19 ранних последователей Бахауллы, которых называют «апостолами». Статус апостолов они получили от Шоги Эффенди, хранителя бахаи. Список этих личностей был включён в вестник The Bahá'í World, Том. III (стр. 80-81). Они сыграли важную роль в развитии бахаизма.
Апостолами считаются: Мирза Муса (брат Бахауллы), Бади (юноша, который доставил послание Бахауллы Насер ад-Дин Шаху, за что впоследствии был убит), Султануш-Шухада («Король Мучеников» Исфахана, который был обезглавлен вместе со своим братом), Мирза Абул-Фадл (распространитель бахаизма в Египте, Туркменистане и в США), Варга (Отец Рухуллы), Набиль-и-Акбар (известный учитель, которому Бахаулла адресовал нескольких скрижалей), Набиль-и-Азам (автор исторического повествования Вестники рассвета), Мишкин-Калам (каллиграф и автор Величайшего Имени), Зайнуль-Мукаррабин (автор вопросов, обращённых к Бахаулле по поводу Китаб-и-Агдас), Казим-и-Самандар (проповедовал в Персии), Хаджи Амин (служил в качестве доверенного Хукукулла), Ибн-и-Абхар (проповедовал в Иране, Кавказе, Туркменистане и Индии), Хаджи Ахунд (ему была поручена транспортировка останков Баба между засекреченными местами, а впоследствии, в Акку), Адиб (проповедовал в Индии и Бирме), Мирза Мустафа (по указанию Бахауллы встречал и помогал проезжавшим через Бейрут бахаи, которые направлялись в Акку), Шейх Мухаммад-Али (племянник Набиль-и-Акбара), Ибн-и-Асдак (сын Муллы Садика), Мирза Махмуд (учитель бахаизма), Вакилуд-Давлих (он был Афнаном, двоюродным братом Баба и главным строителем первого храма Бахаи в Ашхабаде).